# العلاقات الدومينيكية القبرصية
العلاقات الدومينيكية القبرصية هي العلاقات الثنائية التي تجمع بين دومينيكا وقبرص.

## مقارنة بين البلدين
هذه مقارنة عامة ومرجعية للدولتين:
| وجه المقارنة                                              | دومينيكا              | قبرص                                                                 |
| --------------------------------------------------------- | --------------------- | -------------------------------------------------------------------- |
| المساحة (كم2)                                             | 751                   | 9.24 ألف                                                             |
| عدد السكان (نسمة)                                         | 73.92 ألف             | 1.14 مليون                                                           |
| الكثافة السكانية (ن./كم²)                                 | 9.84 ألف              | 123.38                                                               |
| العاصمة                                                   | روسو                  | نيقوسيا                                                              |
| اللغة الرسمية                                             | لغة إنجليزية          | اليونانية الحديثة، اللغة التركية، لغة يونانية                        |
| العملة                                                    | دولار شرق الكاريبي    | يورو، جنيه قبرصي                                                     |
| الناتج المحلي الإجمالي (بليون دولار)                      | 562.54 مليون          | 21.65 مليار                                                          |
| الناتج المحلي الإجمالي (تعادل القوة الشرائية) بليون دولار | 789.63 مليون          | 26.73 مليار                                                          |
| الناتج المحلي الإجمالي الاسمي للفرد دولار أمريكي          | 7.12 ألف              | 23.24 ألف                                                            |
| الناتج المحلي الإجمالي للفرد دولار أمريكي                 | 10.88 ألف             | 30.24 ألف                                                            |
| مؤشر التنمية البشرية                                      | 0.724                 | 0.850                                                                |
| رمز المكالمات الدولي                                      | +1767                 | +357                                                                 |
| رمز الإنترنت                                              | .dm                   | .cy                                                                  |
| المنطقة الزمنية                                           | 00، توقيت أطلنطي موحد | ت ع م+02:00، ت ع م+03:00، توقيت شرق أوروبا، توقيت شرق أوروبا الصيفي ‏ |

## منظمات دولية مشتركة
يشترك البلدان في عضوية مجموعة من المنظمات الدولية، منها:
| علم المنظمة | اسم المنظمة                        | تاريخ انضمام دومينيكا | تاريخ انضمام قبرص |
| ----------- | ---------------------------------- | --------------------- | ----------------- |
|             | مؤسسة التنمية الدولية              | 29 سبتمبر 1980        | 2 مارس 1962       |
|             | يونسكو                             | 9 يناير 1979          | 6 فبراير 1961     |
|             | مؤسسة التمويل الدولية              | 29 سبتمبر 1980        | 2 مارس 1962       |
|             | منظمة حظر الأسلحة الكيميائية       | ?                     | ?                 |
|             | الأمم المتحدة                      | 18 ديسمبر 1978        | 20 سبتمبر 1960    |
|             | الاتحاد الدولي للاتصالات           | 28 أكتوبر 1996        | 24 أبريل 1961     |
|             | منظمة الشرطة الجنائية الدولية      | ?                     | ?                 |
|             | البنك الدولي للإنشاء والتعمير      | 29 سبتمبر 1980        | 21 ديسمبر 1961    |
|             | الاتحاد البريدي العالمي            | ?                     | ?                 |
|             | وكالة ضمان الاستثمار متعدد الأطراف | 7 أكتوبر 1991         | 12 أبريل 1988     |
|             | منظمة التجارة العالمية             | ?                     | ?                 |
|             | دول الكومنولث                      | ?                     | ?                 |

## وصلات خارجية
- موقع وزارة الخارجية القبرصية